# Змей (албум)
„Змей“ е албум на българската фолк метъл група Балканджи, който излиза през 2008 година, който е издание на missskin.net. Музиката в „Змей“ е създадена от Кирил Янев, Николай Баровски, Александър Стоянов и Владимир Левиев. Текстовете са дело на Николай Баровски и Александър Стоянов.

## Песни
1. Извор
2. Поглед
3. Видение
4. Молитва за спасение
5. Девет години
6. Под камък студен
7. Змей I
8. Звездица
9. Родопа планина
10. Сътворение
11. Змей II